# Expulsión (deportes)

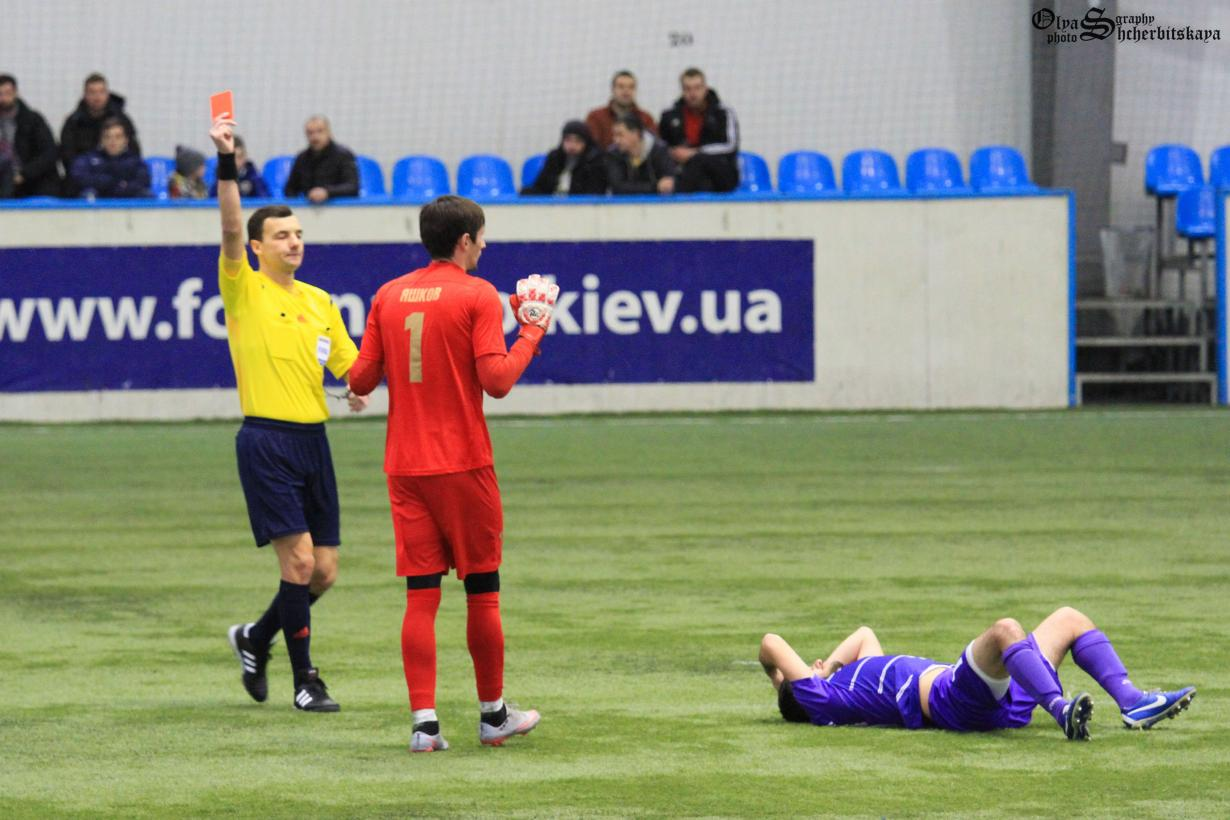
Un árbitro de fútbol expulsa al guardameta por golpear al delantero.

La expulsión en el deporte es la sanción de eliminación del jugador, impuesta por el árbitro, por incurrir en una conducta antideportiva, faltar a las reglas del juego (ej. actos violentos), hacer trampas o por racismo. Generalmente en el deporte de equipo el plantel sancionado deberá terminar el juego con un jugador menos (por el expulsado), pero en otros no sucede y el equipo puede reemplazar al expulsado (quien no puede continuar disputando el encuentro) por otro jugador.

## Historia

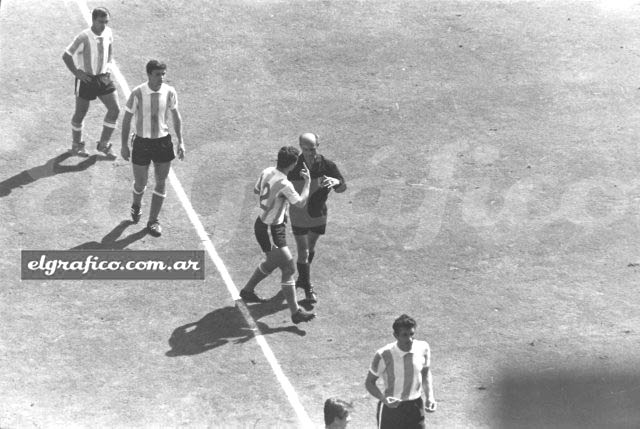
El árbitro Rudolf Kreitlein es molestado por expulsar a Antonio Rattín en la Copa Mundial de Inglaterra 66, última sin tarjetas penales.

La expulsión existió desde la misma creación de los deportes, pero no se manifestó como en la actualidad hasta la Copa Mundial de Fútbol de 1970; cuando la FIFA estableció el uso de la tarjeta penal. Con el tiempo la tarjeta roja se implementó en la mayoría de los deportes para significar la expulsión.
En Uruguay 1930, el peruano Plácido Galindo fue el primer futbolista expulsado en la Copa Mundial de Fútbol. Mientras que en Nueva Zelanda 1987, el galés Huw Richards fue el primer rugbista expulsado en la Copa del Mundo de Rugby.

### Expulsiones famosas

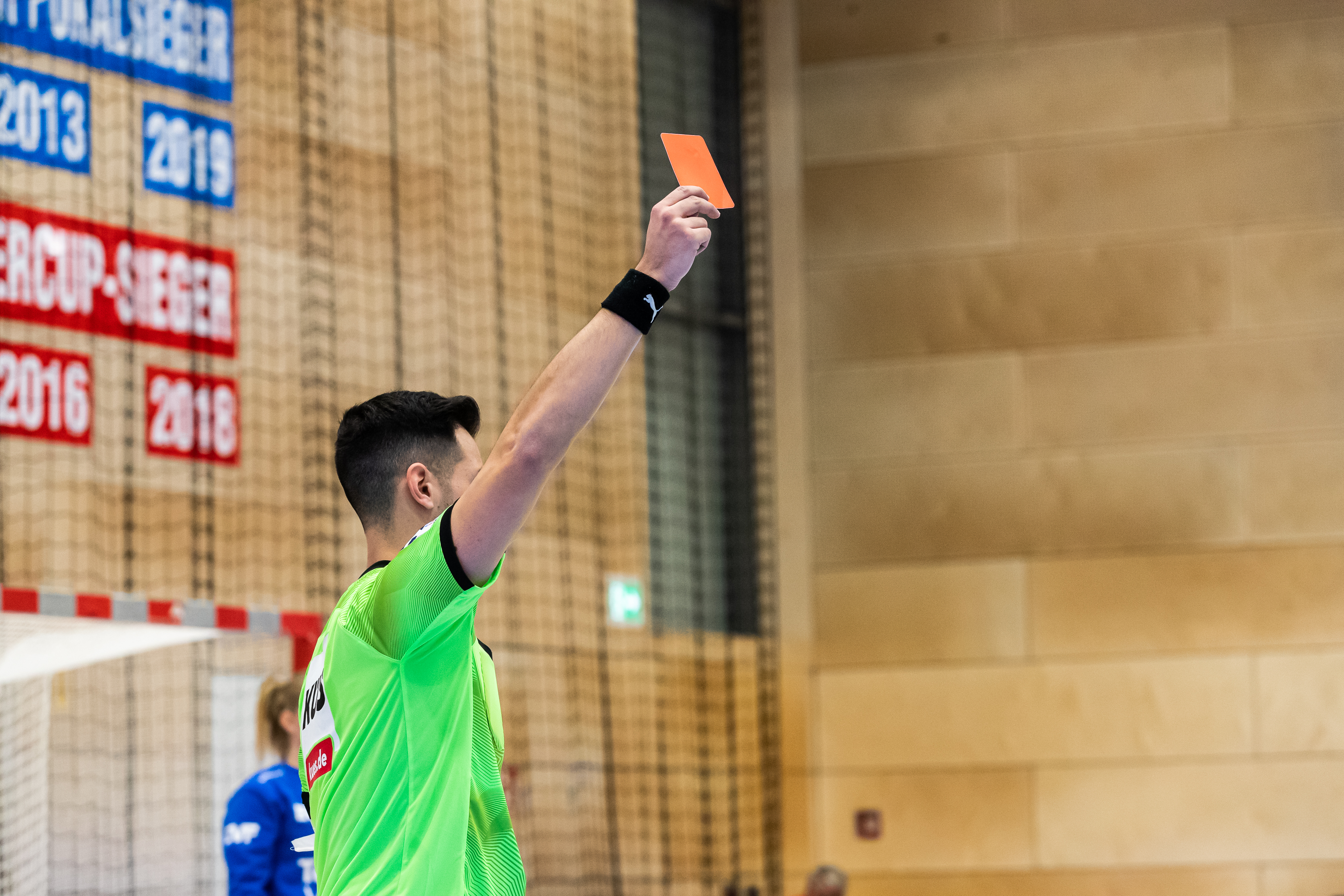
La tarjeta roja se emplea en prácticamente todos los deportes.

En Italia 82 el considerado mejor jugador de la historia del fútbol, el mediocampista argentino Diego Maradona, fue expulsado por patearle la ingle al brasilero Batista. Luego Maradona admitió su dolo en la patada, pero en realidad quería golpear a Paulo Falcão y lo confundió con Batista.
En los cuartos de final de Francia 98, la leyenda inglesa David Beckham fue expulsado por golpear desde el suelo al argentino Diego Simeone y aunque fue intencionada; no tuvo una violencia considerable. Años después el argentino confesó haber exagerado el golpe y que Beckham no merecía la tarjeta roja.
En la Final de Alemania 2006 el capitán y leyenda francesa Zinedine Zidane fue expulsado por darle un cabezazo al pecho del futbolista italiano Marco Materazzi. Posteriormente Zidane declaró que el italiano había realizado trash talk sobre su hermana.

## Aplicación

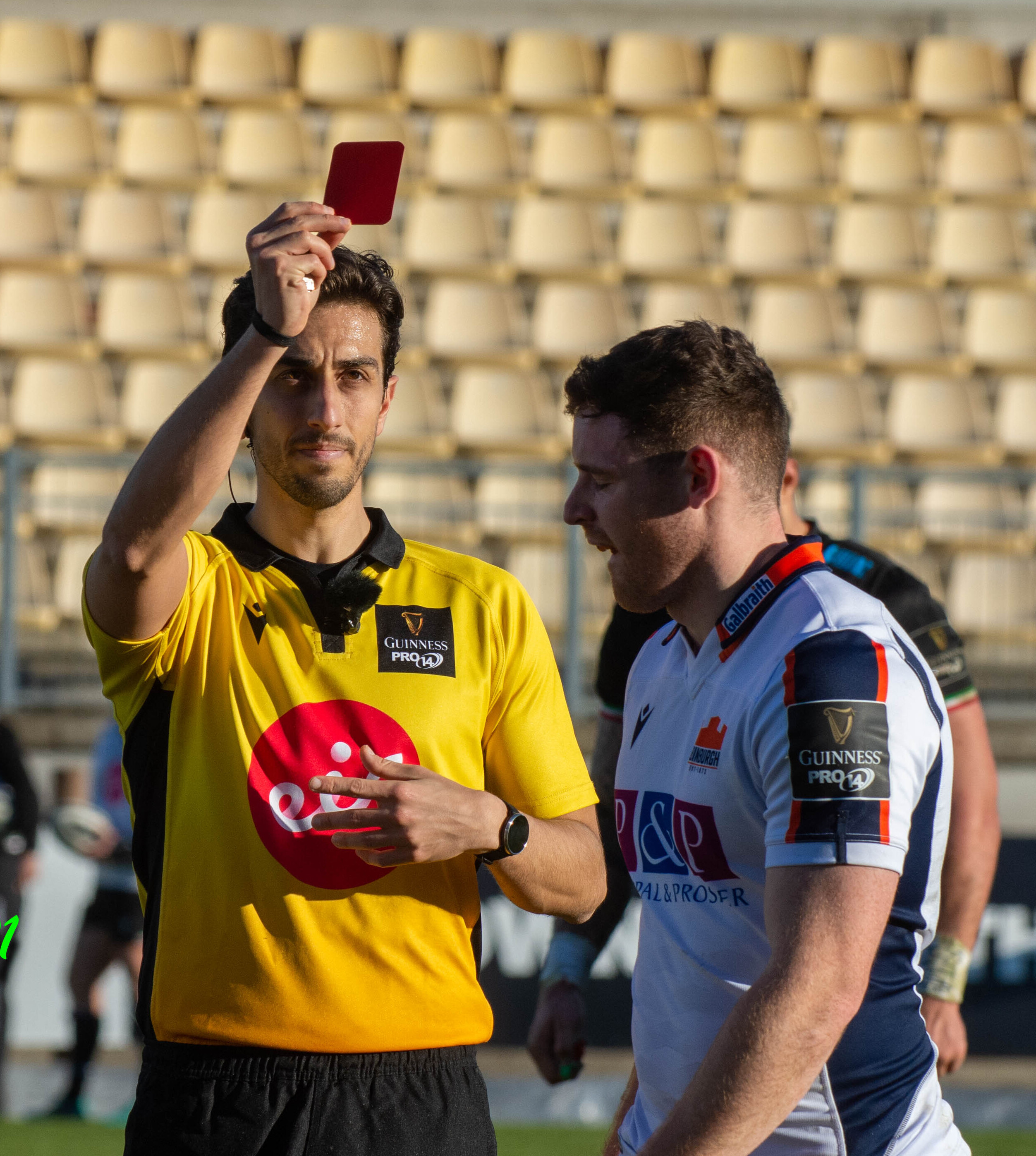
Un árbitro de la Liga Celta expulsa a un rugbista por un tackle ascensor.

Para representar la expulsión se usa la tarjeta penal de color rojo. En el caso más grave se producirá la descalificación o se proclamará la derrota por walkover.

### Fútbol americano
En comparación con otros deportes, las expulsiones en el fútbol americano son relativamente poco comunes y se debe a la naturaleza física del deporte. Si un jugador o entrenador es expulsado, su equipo recibe una penalización de quince yardas y serán más si fue una acción evidentemente injusta.
Desde 2016 la National Football League aplica la regla de expulsión automática a un jugador, si este recibe dos penalizaciones por conducta antideportiva. Y desde la temporada 2018 los jugadores que provocan intencionalmente (o con dolo eventual) contacto casco con casco son expulsados, en un esfuerzo para evitar las conmociones cerebrales.

### Rugby
En el rugby union cuando un jugador recibe la tarjeta amarilla debe sentarse en el área de castigo (en inglés: sin bin) durante 10 minutos y su acción es evaluada con mayor detalle por el TMO, quienes decidirán si corresponde una tarjeta roja (expulsión). Obviamente el rugbista puede ser expulsado directamente si realiza una jugada peligrosa, como realizar un tackle ascensor o golpear a la cabeza (tackle alto). Además, el jugador puede ser citado a declarar a una audiencia en la unión y allí recibir una multa y fechas de suspensión.
Durante el Torneo de las Seis Naciones 2025 se probó una variante, actualmente en discusión, donde la tarjeta roja es una expulsión personal y a los 20 minutos puede ingresar otro rugbista. El motivo es castigar al jugador y no a los equipos.